# ОШ „Иво Андрић” Ђулићи
ОШ „Иво Андрић” једна је од основних школа у општини Теслић. Налази се у улици Ђулићи бб, у Ђулићу. Име је добила по Иво Андрићу, српском и југословенском књижевнику, доктору наука и дипломати Краљевине Југославије.

## Историјат
ОШ „Иво Андрић“ у Ђулићима почела је да ради школске 1953/1954, са 37 ученика. Била је привремено смјештена у бараци шумског газдинства "Борје". Наредне године број ученика се повећао, па је изграђена зграда са четири учионице и становима за учитеље. Централизацијом школа, 1963/1964. прерасла је у централну осмогодишњу и добила назив "Бранко Маркочевић". У њеном саставу биле су подручне школе у селима: Барићи, Влајићи, Горњи Ранковић, Кузмани, Мемић Брдо, Осивица и Ружевић. Школске 1970/1971. имала је 1.811 ученика. Послије оснивања друге градске школе 1978/1979, школи у Ђулићима припале су четири подручне, које и данас раде у њеном саставу, а наставу су похађала 993 ученика. Школске 1991/1992. имала је 764 ученика. У другом полугодишту 1992/1993. њене просторије користили су ученици и наставници ОШ "Вук Караџић" и Средњошколског центра из Теслића. Садашњи назив добила је 1992. године. Школске 1996/1997. имала је 507 ученика; 2000/2001. - 454; 2007/2008. - 647 (од чега је петина припадала подручним школама). У њеном саставу раде подручне петогодишње школе у Горњем Теслићу (основана 1961), Влајићима (1961), Горњем Ранковићу (1962) и Кузманима (1964). Школа у Горњем Ранковићу била је знатно оштећена у ратним дејствима, али је оспособљена и континуирано ради. Донацијом Владе Норвешке школа је реконструисана 2000. године, а 2010. је, захваљујући средствима Министарства просвете и културе Републике Српске, добила салу за физичко васпитање и додатни учионички простор, чиме су стечени услови за нормалан рад школе. Школа "Иво Андрић" 2019/2020. имала је 459 ученика, 43 наставника, православног и исламског вјероучитеља. Има уређене спортске терене. Школска библиотека има око 6.100 књига. Од 2007. излази ђачки лист "Наша школа".

## Догађаји
Догађаји основне школе „Иво Андрић”:
- Светосавска академија[3]
- Никољдан[4]
- Дечија недеља[5]
- Европски дан језика[6]
- Светски дан детета[7]
- Дан српског јединства, слободе и националне заставе[8]
- Дан сећања на жртве холокауста, геноцида и других жртава фашизма у Другом светском рату[9]